# 不列顛人的歷史
《不列颠人的历史》（拉丁語：Historia Brittonum）是一部历史学著作，成书于公元830年左右，有若干个校订本，互有差别。这本书旨在将当时大不列颠的不列颠居民与更早期的历史联系起来。书中描写了威尔士与英格兰的历史，但缺乏足够可靠的资料来源。一般认为书的作者是威尔士僧侣内尼厄斯。

## 文本
根据书中第十六章的一段记载时间的文字，历史学家的主流观点认为《不列颠人的历史》一书是为了当时的威尔士统治者，格温内思王国的国王Merfyn Frych ap Gwriad（公元825-844年在位）而作，成书于其在位的第4年，大约在公元828年与830年之间。
《不列颠人的历史》主要是一系列节录文段、纪年计算、评注以及基于较早记录的摘要的集合。大部分书中引用的内容都已经佚失。因此，这部作品的细节乃至整体内容的可靠性常常被质疑。考古学家莱斯利·阿尔科克（Leslie Alcock）观察到在一个手抄的校订本中作者将这部作品称为所有他能找到的资料的堆积，并且认为这本书的文本
|  | 如同用不规则的石头胡乱堆砌而成的石头堆，……（这本书）就史学艺术方面而言，实在是一个糟糕的例子，但这些缺陷也自有其优点。我们可以查看石堆中的每一块石子，在某些时候还能追溯到它们开采的地方，查明它们的年岁与坚固程度。 like a cairn of stones, uneven and ill-fitting… as an example of the historian's art it is atrocious. But it has the virtue of its defects. We can see the individual stones of the cairn, and in some cases we can trace the parent rock from which they came, and establish its age and soundness. |

而阿伯丁大学的历史与古文字学教授，对《不列颠人的历史》一书的各个版本之间的关系与流变有大量研究的大卫·邓维尔（David Dumville）则提出另一种观点。他认为这本书现存的文本与最初版本之间已经经历了多次的修订、补充和改写。书作者的最初的想法是编写一部编年史。这部手稿是唯一记载了5世纪的相关散佚资料的史书，提供了比德的《盎格魯人教會史》中所没有的威尔士历史。

## 作者
一直以来，《不列颠人的历史》的作者被认为是内尼厄斯，一个9世纪的威尔士僧侣。然而在某些版本中，另一位威尔士僧侣吉尔达斯也被称作这本书的作者，这有可能是因为后者的知名度使得抄写者想当然地将其当成作者。而在另一些版本中则没有注明作者。邓维尔的研究显示最早将《不列颠人的历史》与内尼厄斯联系起来的是10世纪的一个版本。

## 与亚瑟王传说的联系
《不列颠人的历史》的重要性在于它对亚瑟王传说以及相关传奇故事的影响。对于一些流传已久并被后来的作者添枝加叶的故事，《不列颠人的历史》是它们的最初来源。

### 佛提冈与安布罗斯（梅林）
《不列颠人的历史》最早记载了一个关于佛提冈王（King Vortigern）与安布罗斯（梅林）的故事。故事说的是佛提冈王想要在斯諾登山附近的一处称为Dinas Emrys的地方建造一座坚固的城堡。然而建造时，工匠们发现白天建到一半的墙总会在夜里倒塌。于是国王召集占星术士和巫师来解决他的疑惑。巫师告诉英王，需要用一个没有父亲的男孩的血洒在地上，才能使城堡建成。英王最后在安布罗斯（Ambrosius）找到这样的男孩。男孩将这种办法斥为谎言，并告诉国王，城堡的地基之下有一个湖，湖底有两条沉睡的巨龙。国王发掘出地湖后抽干池水，果然发现一条红龙与一条白龙。这时两龙苏醒，开始相互争斗。白龙一开始占据上风，而红龙奋起反击，最后将白龙驱走。梅林解释说，红龙代表盎格鲁民族，而白龙代表撒克逊民族。盎格鲁民族会首先被撒克逊民族侵略，而后浴血反抗，最后赶走撒克逊人。
公元1136年，杰弗里在其著作《不列顛諸王史》中叙述了这个故事，但将“安布罗斯的男孩”改为“梅林”，并称安布罗斯是梅林的另一个名字。

### 亚瑟王的战争
《不列颠人的历史》第56章描述了亚瑟王领导的12场战争，并称他为“战争领袖”（dux bellorum），而不是“王”。大部分战争的地点难以确认。其中一些战役也出现在其它的威尔士文学作品中，尽管不全是与亚瑟王有关的。

### 一次来源
- Historia Brittonum
  - ed. and trans. John Morris (1980), Nennius: British History and the Welsh Annals. History from the Sources 8. London and Chichester: Phillimore.
  - ed. David N. Dumville (1985), The Historia Brittonum: The Vatican Recension. Cambridge: Brewer.
  - Translations in this article based on J. A. Giles, Six Old English Chronicles, 1848. Full text from Fordham University
  - Nennius. . sumptibus Societatis. 1838  [2020-10-22]. （原始内容存档于2020-11-04） （拉丁语）.

### 二次来源
- Alcock, Leslie (1971). Arthur's Britain: History and Archaeology AD 367-634. London: Penguin.
- Bromwich, Rachel. . Cardiff: University of Wales Press. 2006  [2020-10-22]. ISBN 978-0-7083-1386-2. OCLC 64391810. （原始内容存档于2020-07-28）.
- Dumville, D.N. (1974). "Some aspects of the chronology of the Historia Brittonum."  Bulletin of the Board of Celtic Studies 25.4. 439-45.
- Green, Thomas. . Stroud: Tempus. 2007  [2020-10-22]. ISBN 978-0-7524-4461-1. OCLC 171553405. （原始内容存档于2020-10-27） （英语）.
- Higham, N.J. (2002). King Arthur: Myth Making and History. London: Routledge & Kegan Paul.
- Lacy, Norris J; Ashe, Geoffrey; Ihle, Sandra Ness; Kalinke, Marianne E; Thompson, Raymond H. . 1991  [2020-10-22]. ISBN 978-0-8240-4377-3. OCLC 22731717. （原始内容存档于2020-10-24） （英语）.